# هالستاد (مینه‌سوتا)
هالستاد، مینه‌سوتا (به انگلیسی: Halstad, Minnesota) یک شهر در ایالات متحده آمریکا است که در شهرستان نورمن، مینه‌سوتا واقع شده‌است.

## خصوصیات
هالستاد ۰٫۸۰ کیلومترمربع مساحت و ۵۹۷ نفر جمعیت دارد و ۲۶۶ متر بالاتر از سطح دریا واقع شده‌است.